# 氢氧化亚锰
氢氧化锰(II)，或称氢氧化亚锰，是一种无机化合物，化学式为Mn(OH)2。

## 制备
氢氧化锰(II)可以通过无碳酸盐的氢氧化钾和氯化锰稀溶液反应得到，该反应需要在无氧的环境中进行，处理产物要在氢气气氛中完成，所得产物为白色胶状沉淀：
{\displaystyle {\ce {{Mn_{(aq)}^{2+}}+{2OH^{-}}_{(aq)}->Mn(OH)2v}}}

## 化学性质
氢氧化锰(II)略具两性，可以溶于酸，也能被强碱作用：
{\displaystyle {\ce {Mn(OH)2 +2H+->Mn^2+ +2H2O}}}
{\displaystyle {\ce {Mn(OH)2 + OH- ->Mn(OH)3-}}}, K≈105
除了Mn(OH)3-之外，Mn(OH)2还可以形成Mn(OH)42-，如Na2Mn(OH)4、SrMn(OH)4和BaMn(OH)4。
氢氧化锰(II)也能溶于氯化铵溶液。
氢氧化锰(II)接触空气时颜色逐渐变深，这是它被空气中的氧氧化的结果：
{\displaystyle {\ce {2Mn(OH)2 +O2->2MnO(OH)2}}}